# Sigmaringen
Sigmaringen er en by i delstaten Baden-Württemberg i det sydlige Tyskland, og administrationsby og Kreisstadt i Landkreis Sigmaringen.

## Geografi
Sigmaringen ligger i Donaudalen, ved turistruterne Hohenzollernstraße og Oberschwäbische Barockstraße, ved den sydlige udkant af Schwäbische Alb omkring 40 kilometer nord for Bodensee.

### Nabokommuner
Sigmaringen grænser mod nord til Winterlingen (Zollernalbkreis) og Veringenstadt, mod øst til Bingen, Sigmaringendorf og Scheer, mod syd til Mengen, Krauchenwies, Inzigkofen og Meßkirch samt i vest til Leibertingen, Beuron og Stetten am kalten Markt .

### Inddeling
Sigmaringen består ud over hovedbyen af landsbyerne Gutenstein, Jungnau, Laiz, Oberschmeien og Unterschmeien.
| Våben         | Bydel                   | Indbyggere | Areal    |
| ------------- | ----------------------- | ---------- | -------- |
| Sigmaringen   | Sigmaringen (Kernstadt) | 11.758     | 3.429 ha |
| Gutenstein    | Gutenstein              | 512        | 1.311 ha |
| Jungnau       | Jungnau                 | 740        | 2.235 ha |
| Laiz          | Laiz                    | 2.856      | 979 ha   |
| Oberschmeien  | Oberschmeien            | 434        | 1.059 ha |
| Unterschmeien | Unterschmeien           | 263        | 490 ha   |

## Schloss Sigmaringen
Schloss Sigmaringen eller Hohenzollernschloss er vartegn for Sigmaringen og viser med sit nuværende udseende den historiske udvikling fra fra en middelalderborg til et fyrsteligt residensslot. Det blev bygget i 1077 som borg, men fik først sin nutidige form som residensslot for fyrsterne af Hohenzollern-Sigmaringen i 1908. Det har siden 1535 været sæde for først greverne og senere fyrstene af Hohenzollern-Sigmaringen. Den er seværdig med flotte og rigt udsmykkede sale og rum, og der er en af de største private våbensamlinger i Europa med omkring 3.000 genstande , kostbare gobeliner og talrige jagttrofæer.